# Shame (chanson)
Pour les articles homonymes, voir Shame.
Shame est le premier single du groupe Monrose.
Le single est sorti en décembre 2006 et a rapidement atteint le sommet des hit-parades dans plusieurs pays.

## Pistes (en Allemagne)
1. Shame (version radio)
2. Work It
3. Shame (version vidéo)
4. Shame (version instrumentale)